# Rue des Lions-Saint-Paul
La rue des Lions-Saint-Paul est une voie du 4e arrondissement de Paris, en France.

## Situation et accès
La rue des Lions-Saint-Paul est une voie située dans le 4e arrondissement de Paris. Elle débute au 7, rue du Petit-Musc et se termine au 6, rue Saint-Paul.

## Origine du nom
Son nom a été donné en souvenir, soit des lions peints en 1364 sur la porte principale de l'hôtel, soit de la ménagerie de Charles V et de Charles VI.

## Historique

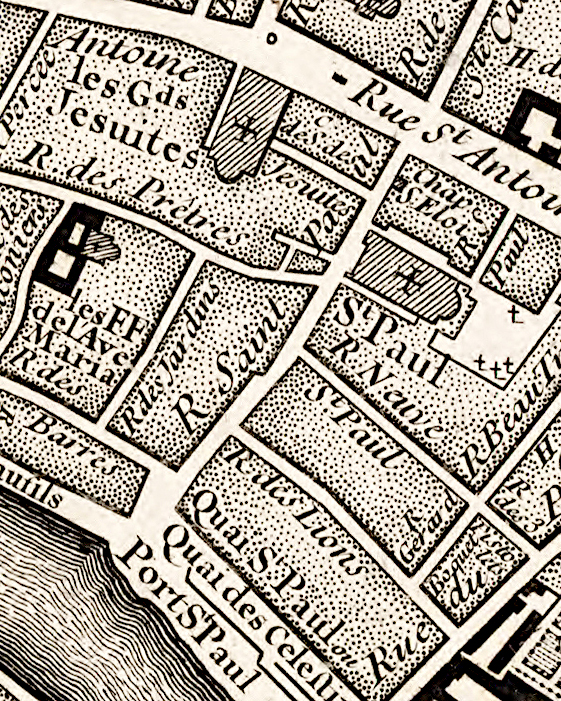
La rue, alors appelée "rue des Lions", en 1730 (plan de Roussel).

Cette rue est à l'emplacement d'une ancienne allée de l'hôtel Saint-Pol, qui séparait le logis du roi situé au sud de la rue jusqu'au quai des Célestins, et de celui de la reine situé au nord de l'artère, ouverte entre 1551 et 1564 lors du lotissement de cette vaste propriété royale.
Elle est citée sous le nom de « rue des Lyons » dans un manuscrit de 1636 où le procès-verbal de visite indique qu'elle est « trouvée orde, salle et pleine de boues et immundices ».
En 1881, une pétition des habitants des rues Beautreillis, Charles-V, des Lions-Saint-Paul et du Petit-Musc est adressée à la ville de Paris, pour se plaindre que ces voies soient dépourvues d’eau potable et réclamer l’ouverture d’une fontaine publique.
Le 12 avril 1918, durant la première Guerre mondiale, le no 6 rue des Lions-Saint-Paul est touché lors d'un raid effectué par des avions allemands.

## Bâtiments remarquables, et lieux de mémoire
- No  3 : Hôtel des Parlementaires de la Fronde inscrit Monument historique [3]. Façade Louis XV, dans la cour, fontaine Louis XV et escaliers en fer forgé.

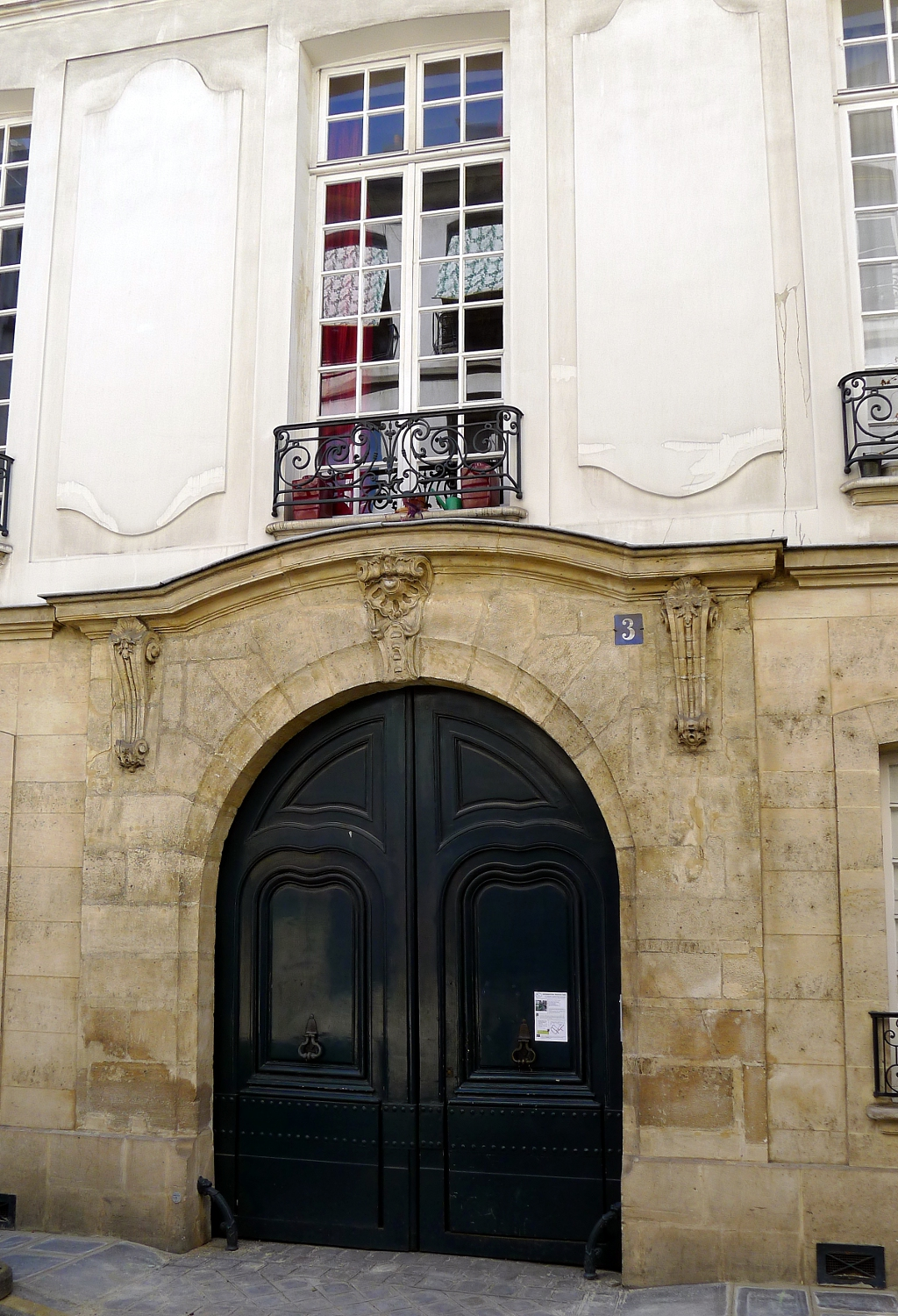
Portail
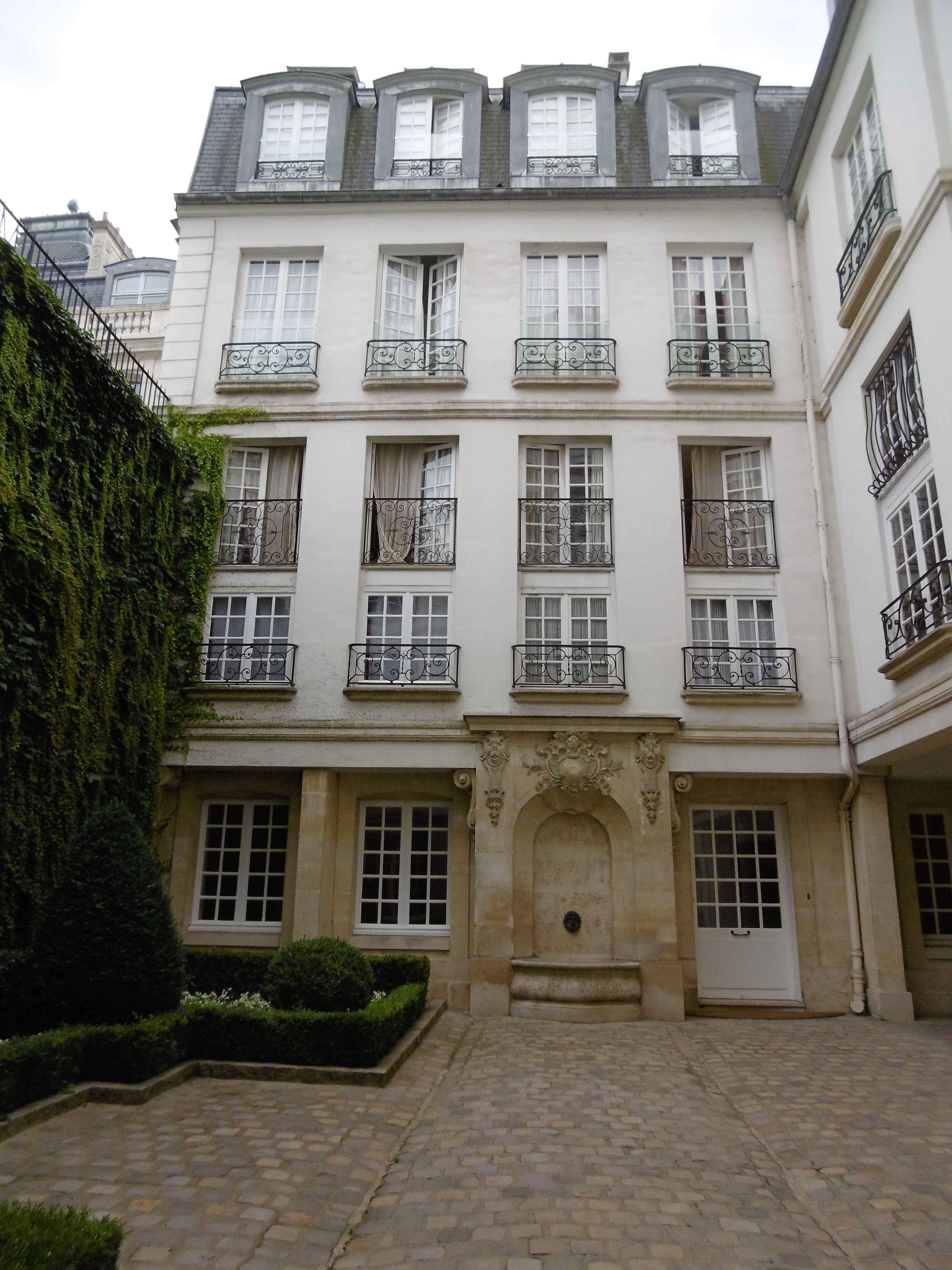
Cour
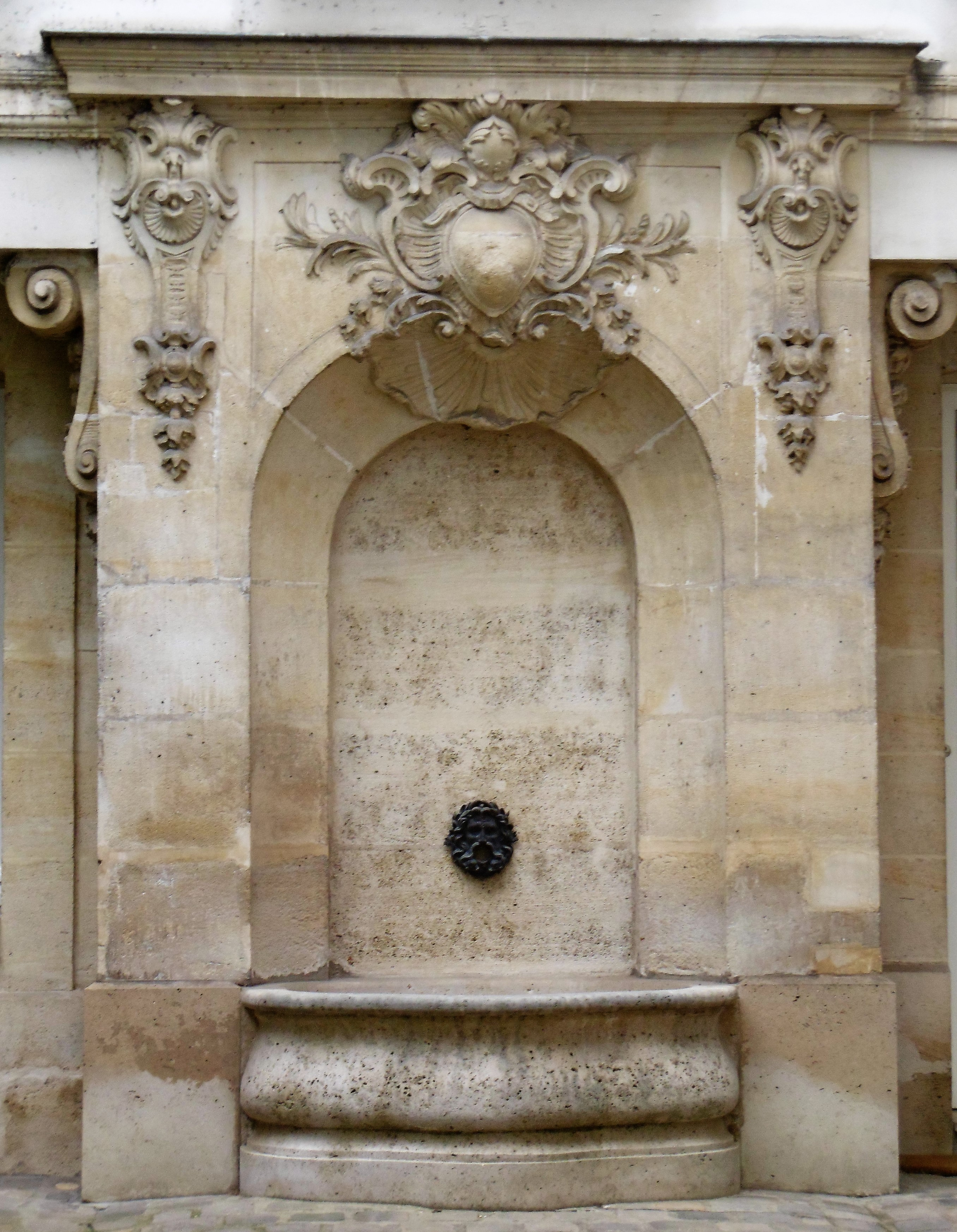
Fontaine
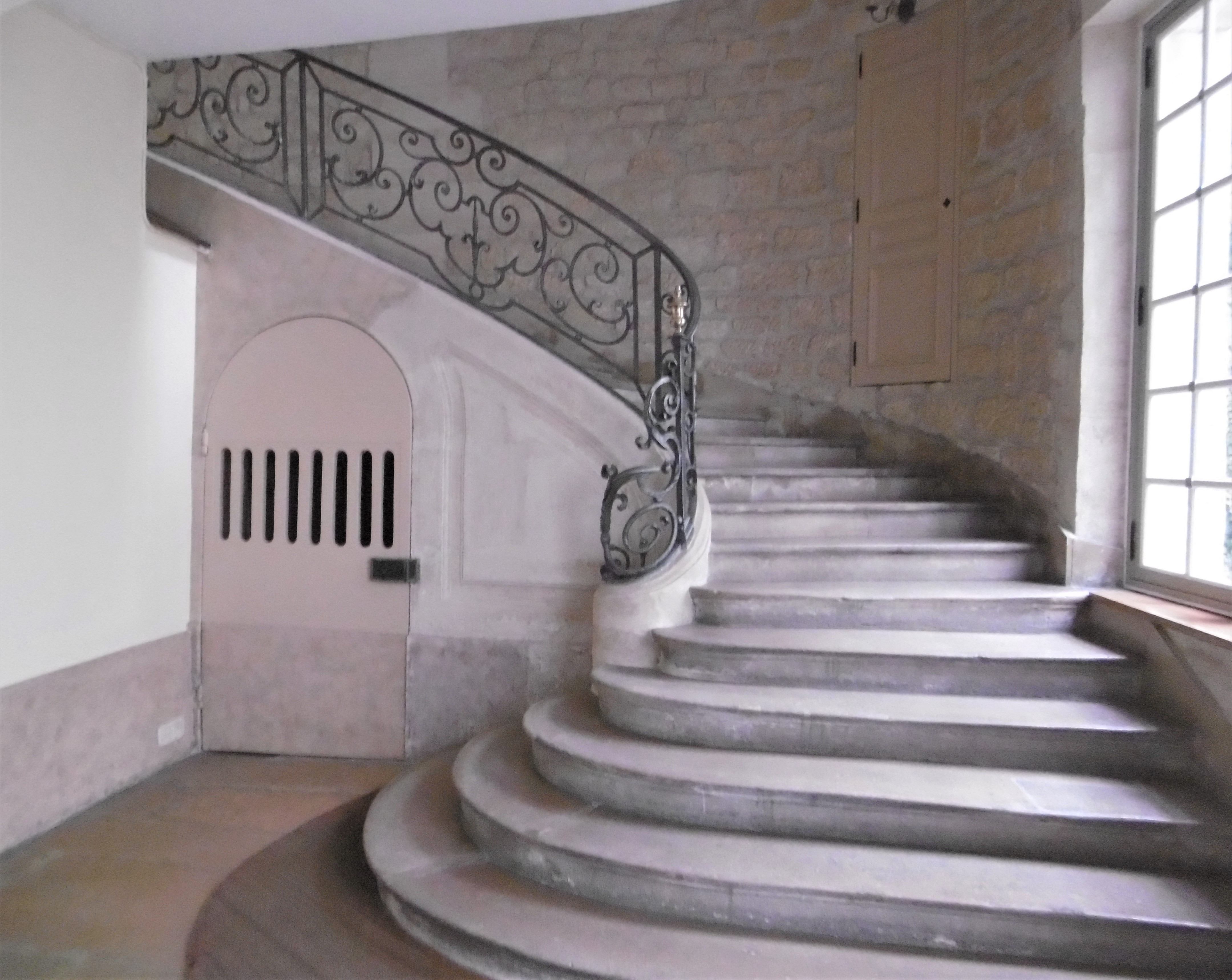
Escalier

- No  8 : ici se trouvait sous l'Empire l'atelier de lithographie de Plistra[4].
- No  10 : Hôtel particulier du début du XVIIe siècle  derrière l'immeuble sur rue de 1891
- No  11 : Hôtel Paysant où résida Madame de Sévigné[5],[6].

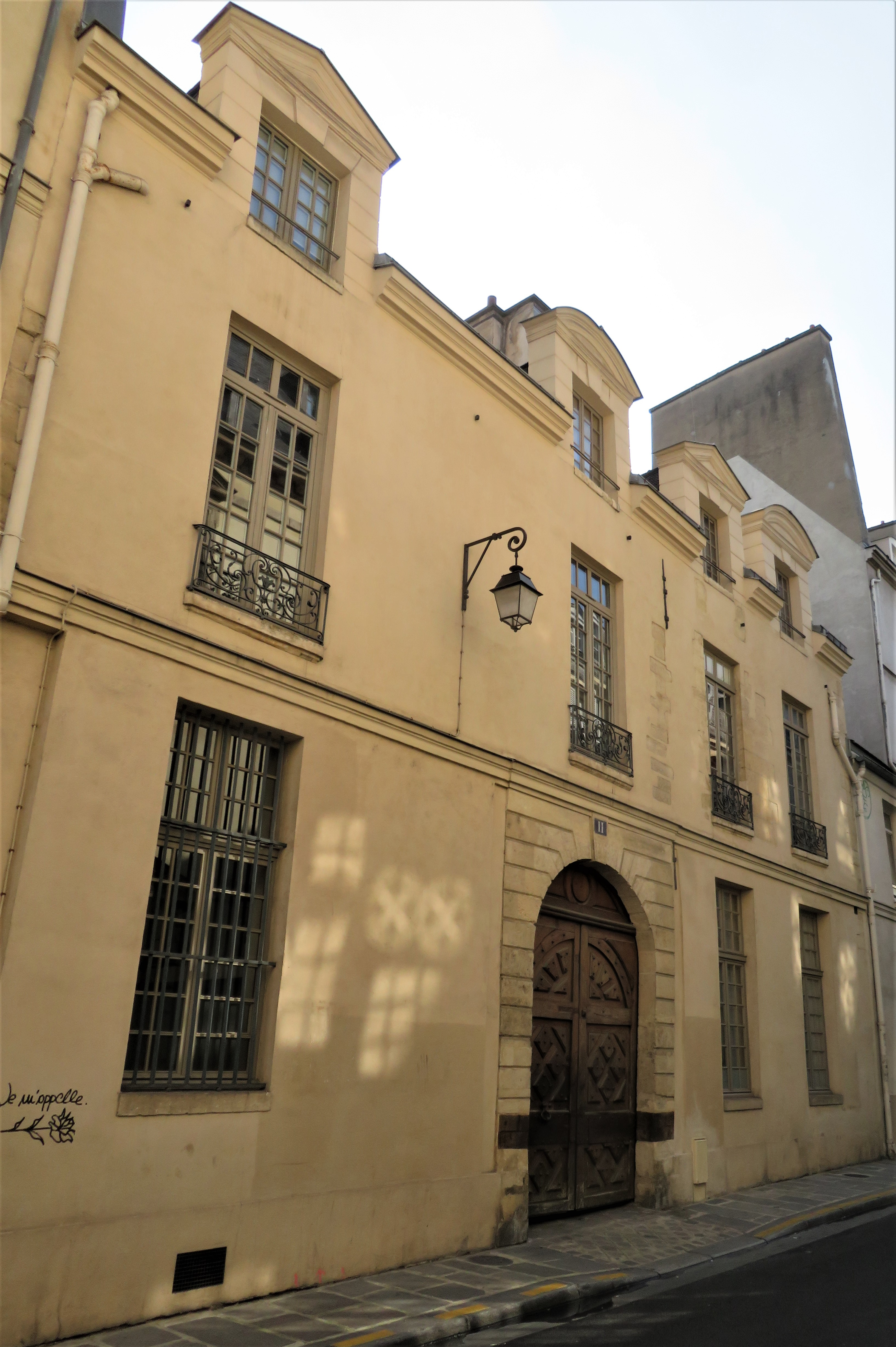
Façade sur rue.
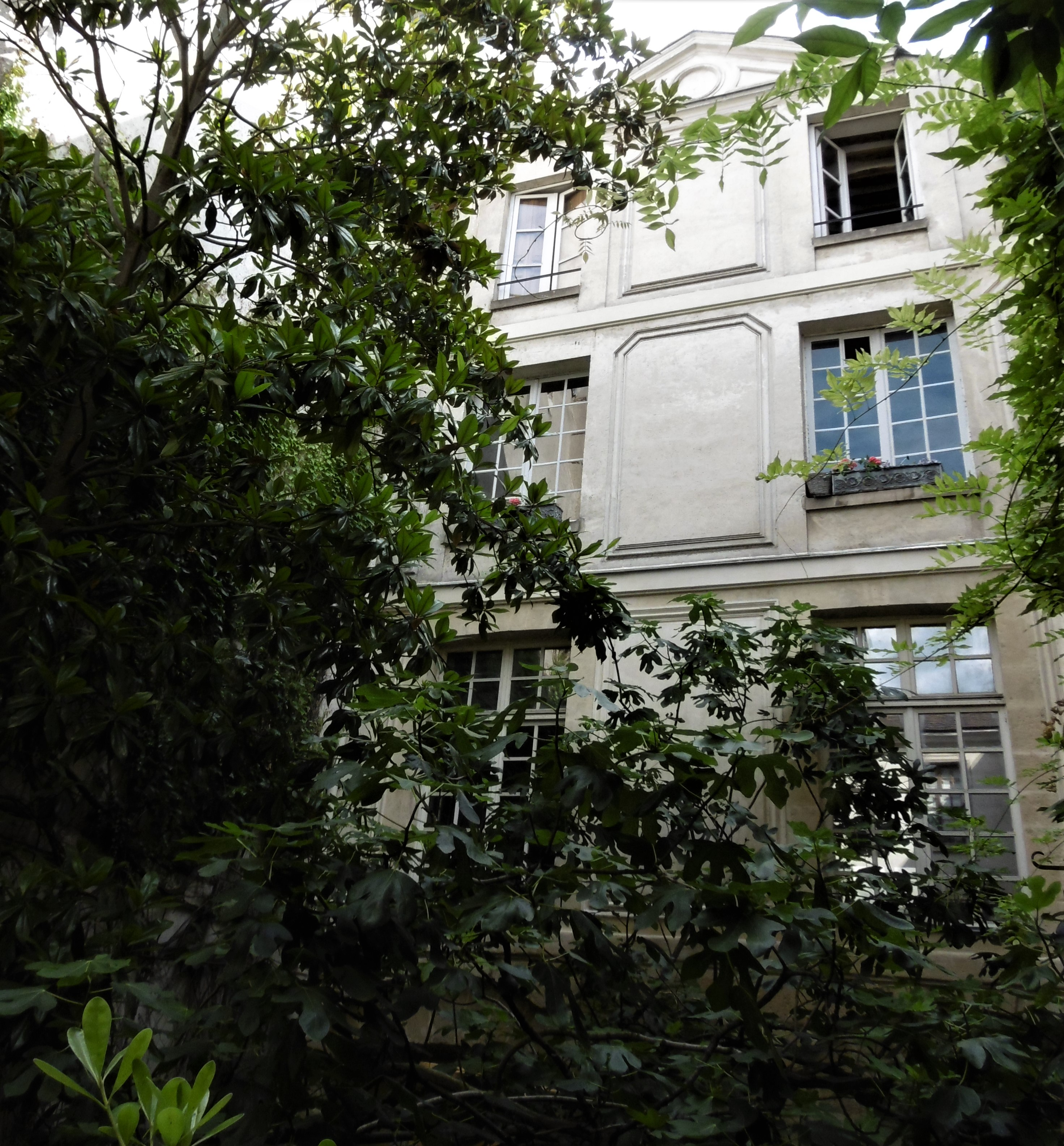
Façade sur cour.
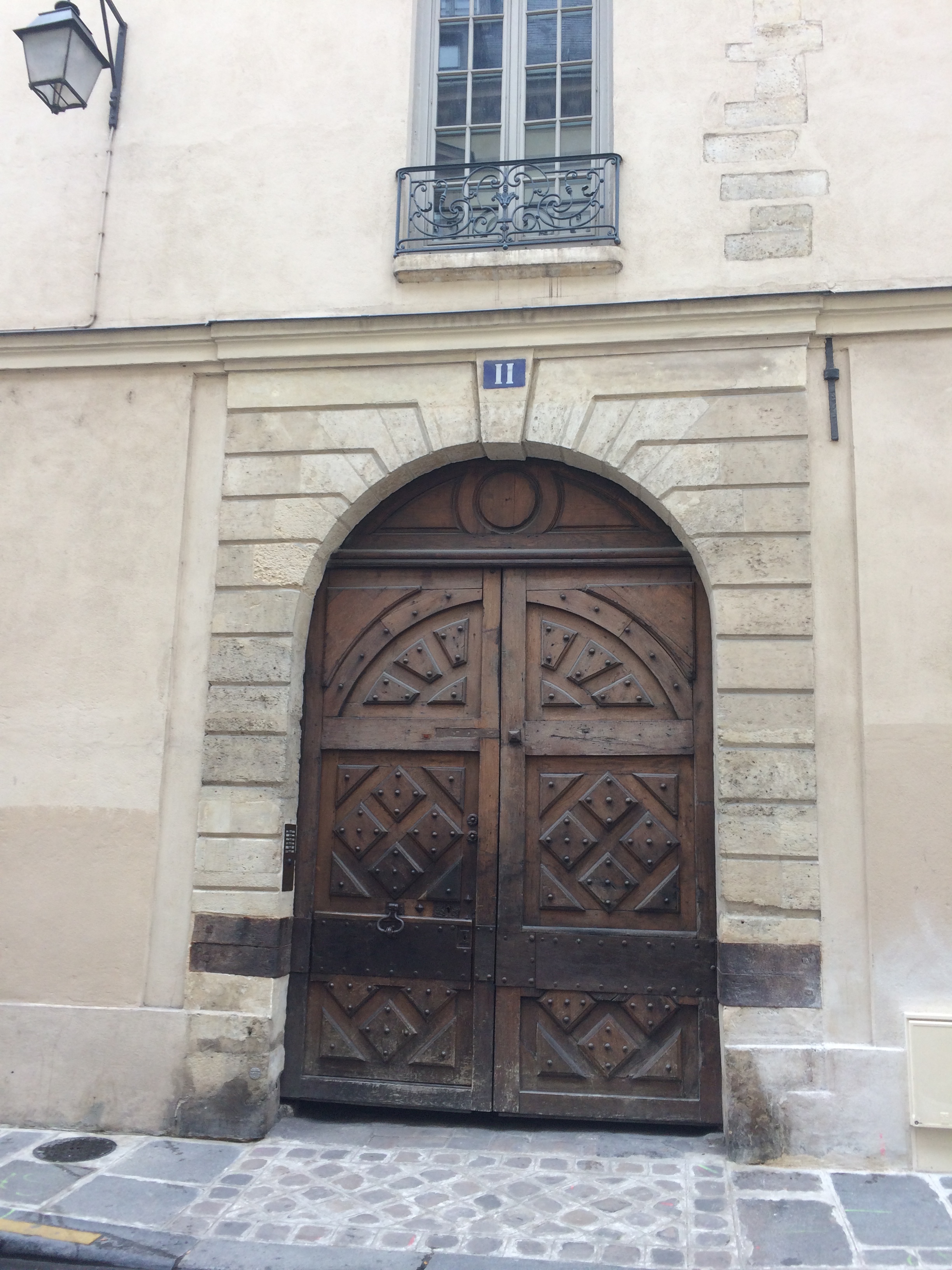
Portail.

- No  12 : Hôtel de Launay inscrit Monument historique en 1995.
- Nos 14-16 : maisons dans lesquelles Jean Beausire vécut et mourut[7].
- No  18 : Immeuble à l'angle de la rue Saint Paul : tourelle
- Nos 15 à 19 : anciens entrepôts de la La Samaritaine[8].

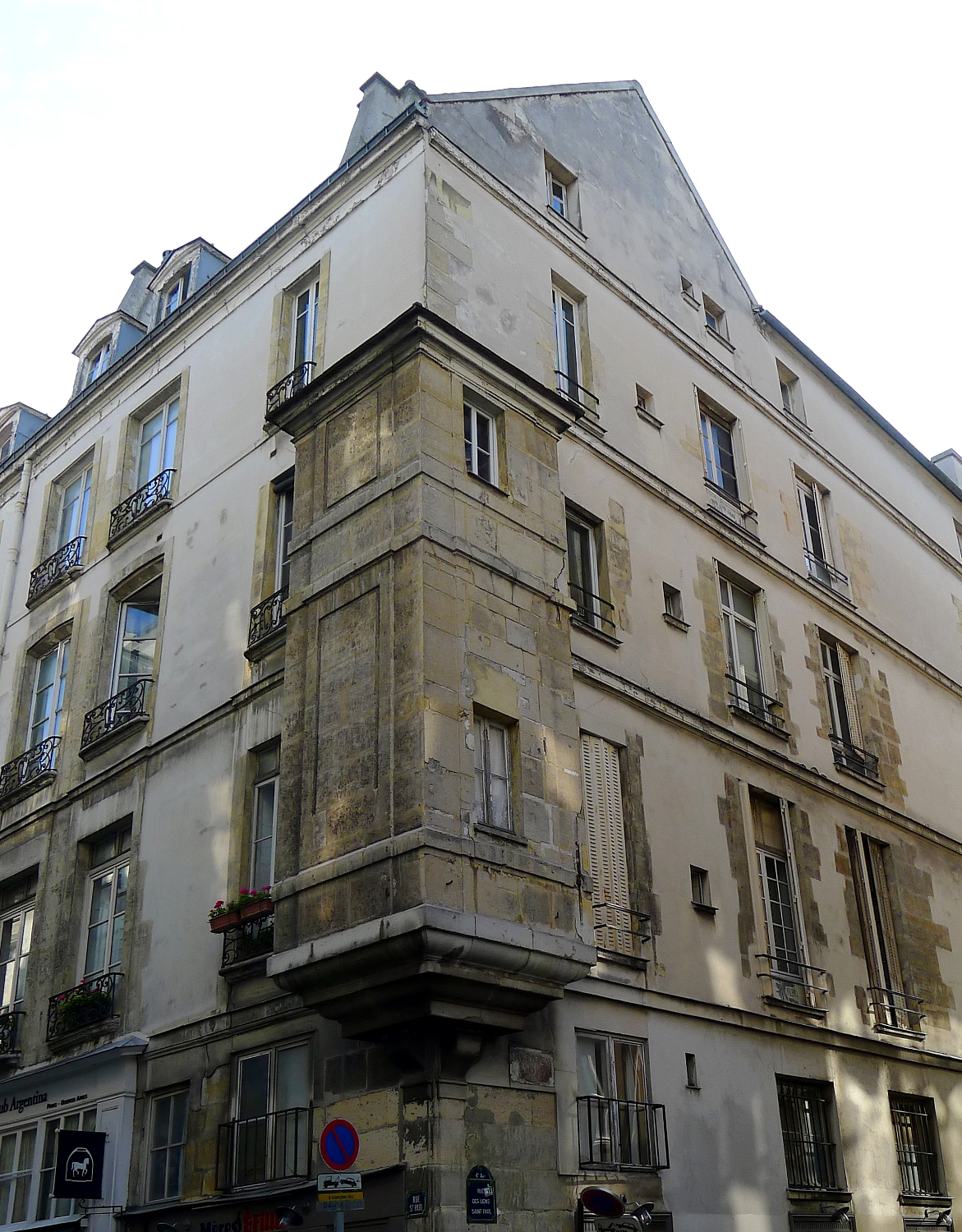
tourelle.